# Gianni Ippoliti
Gianni Ippoliti (Roma, 22 febbraio 1950) è un conduttore televisivo, autore televisivo e attore italiano.

## Biografia
La sua carriera in televisione ebbe inizio su Rete 1, l'attuale Rai 1, quando nel 1977 fece parte del cast di Piccolo Slam con Stefania Rotolo e Sammy Barbot e in seguito, nel 1983, come inviato nel programma Fresco Fresco di Maria Teresa Ruta. Nel 1988 debuttò ufficialmente come conduttore con Provini (una rassegna di dilettanti allo sbaraglio) in onda su Italia 1: qualche anno prima Ippoliti stesso ideò e condusse lo stesso programma sull'emittente locale romana GBR.
Nel 1979 Ippoliti fa parte del duo di disco music Craabs (insieme alla modella e cantante belga Danielle Devred), creato, dopo il successo globale del gruppo Easy going e di Vivien Vee, da Giancarlo Meo, con il contributo musicale del compositore e arrangiatore Claudio Simonetti. Con i Craabs ha inciso 2 dischi nel 1979 sotto l'etichetta Banana Records: Let's go dancing/È da sempre e Let's go dancing/Give me a break insieme a Vivien Vee. Con l'etichetta Sugar music ha inciso il singolo Papà insieme a Mino Reitano, che divenne la sigla del dopofestival del 1993.
Si mette poi in luce con Dibattito!, sempre nel 1988, un programma nel quale era moderatore di una tavola rotonda di perfetti sconosciuti dalla quale emergeranno personaggi quali Luca Laurenti e Sonia Grey. Nel 1989 realizza Grandi sceneggiati, programma dedicato alle parodie di libri famosi. Seguono gli speciali Perché ha vinto Anna Oxa? e Perché hanno vinto i Pooh?, andati in onda prima delle vittorie di questi artisti al Festival di Sanremo. Seguono i programmi Capolinea, Scene da un matrimonio (condotto da Davide Mengacci), Festivalbaro, Non è mai troppo tardi, C'era una volta Fluff, Q come cultura e Temp'estivo.
Nei primi anni novanta crea un nuovo "format" per la RAI, che va in onda per la prima volta nel 1991 all'interno del programma La Vela d'oro e successivamente riproposto per un intero anno all'interno del programma domenicale Girone all'italiana, presentato da Andrea Barbato. Il format era praticamente identico al più recente game show dell'access prime time condotto dal 2007 al 2012 da Fabrizio Frizzi, Soliti ignoti, il quale per ironia della sorte era uno dei concorrenti del gioco nel format del 1991. Nel 2007 la RAI ha acquistato i diritti per la riproduzione televisiva del programma Soliti ignoti - Identità nascoste dalla società olandese Endemol, controllata a sua volta dalla spagnola Telefónica, pur possedendo già i diritti per l'identico Format creato anni prima da Gianni Ippoliti: infatti, come consuetudine in quegli anni, i diritti dei programmi creati per la RAI non appartenevano ai singoli autori ma alla società di Viale Mazzini.
Nel 1998 ha condotto La Befana vien di notte, in onda su Rai 2. Nel 2002 fa alcune incursioni al Festival di Sanremo con divagazioni surreali, e realizza brevi pillole durante i Mondiali di calcio di quell'anno. Nel gennaio 2005 partecipa come concorrente al talent show del sabato sera Ballando con le stelle.
Il 1º agosto 2008 riceve nel quartiere Castello della Città di Nardò, in Provincia di Lecce, la presidenza onoraria dello stesso. Nell'estate del 2008 è diventato presidente della squadra di pallamano maschile di serie A d'élite Italgest Salento D'Amare Casarano. Collabora alla trasmissione televisiva del weekend di Rai 1 Unomattina in famiglia, dove cura una sorta di rassegna stampa-parodia di periodici, commentando in modo ironico quelli che si occupano di gossip, e inoltre dal 2012 collabora con la trasmissione televisiva di Rai Movie Drugstore, dove raccoglie le opinioni della gente comune in uscita dalle sale cinematografiche. Infine, collabora pure con la trasmissione televisiva del sabato pomeriggio di Rai 1 Le amiche del sabato, dove fa il critico del gossip.

Ha detto di sé:

## Televisione
- Piccolo Slam (Rete 1, 1977)
- Il barattolo (Rete 2, 1981-1982)
- Fresco fresco (Rai 1, 1983) inviato
- Provini (GBR, 1985; Italia 1, 1988)
- Dibattito! (Italia 1, 1988–1990) ideatore
- Perché ha vinto Anna Oxa? (Italia 1, 1989)
- Grandi sceneggiati (Italia 1, 1989)
- Perché hanno vinto i Pooh? (Italia 1, 1990)
- Scene da un matrimonio (Canale 5, 1990–1996; Rete 4, 2012) ideatore
- Non è mai troppo tardi (Rai 3, 1990–1991)
- Festivalbaro (Rai 3, 1991)
- DopoFestival (Rai 1, 1992, 1995-1996, 2003)
- C'era una volta Fluff (Rai 3, 1992)
- Q come cultura (Rai 3, 1992–1993)
- L'Edicola (Rai 3, 1994)
- Spazio Ippoliti (Rai 3, 1994-1995)
- Temp'estivo (Rai 2, 1996)
- La domenica sportiva (Rai 3, 1996–1997; Rai 2, dal 2010)
- La befana vien di notte (Rai 1, 1998)
- C'era due volte (Italia 1, 1999–2000)
- Il paese delle meraviglie (Rai 2, 2003)
- Ballando con le stelle (Rai 1, 2005, 2020) concorrente ed anti giudice
- Alice (Rai 2, 2006)
- Ciak... si canta! (Rai 1, 2008–2011) ideatore
- Unomattina in famiglia (Rai 1, dal 2011)
- Drugstore (Rai Movie, dal 2012)
- Le amiche del sabato (Rai 1, 2013–2014)
- Zecchino d'Oro (Rai 1, 2014)
- Techetechete' (Rai 1, 2015) Puntata 70
- Sabato in (Rai 1, 2015-2016)
- Detto fatto (Rai 2, 2016-2022)
- Italia sì (Rai 1, 2018-2024)
- Genitori, che fare? (Rai 3, dal 2024)

## Filmografia
- Il giorno della bestia, regia di Álex de la Iglesia (1995)
- Mi sei entrata nel cuore come un colpo di coltello, regia di Cecilia Calvi (1998)
- Gli amici del bar Margherita, regia di Pupi Avati (2009)